# Sphaeromerus mineri
Sphaeromerus mineri är en mångfotingart som först beskrevs av Chamberlin 1927.  Sphaeromerus mineri ingår i släktet Sphaeromerus och familjen Spirostreptidae. Inga underarter finns listade i Catalogue of Life.